# Nalini Anantharaman

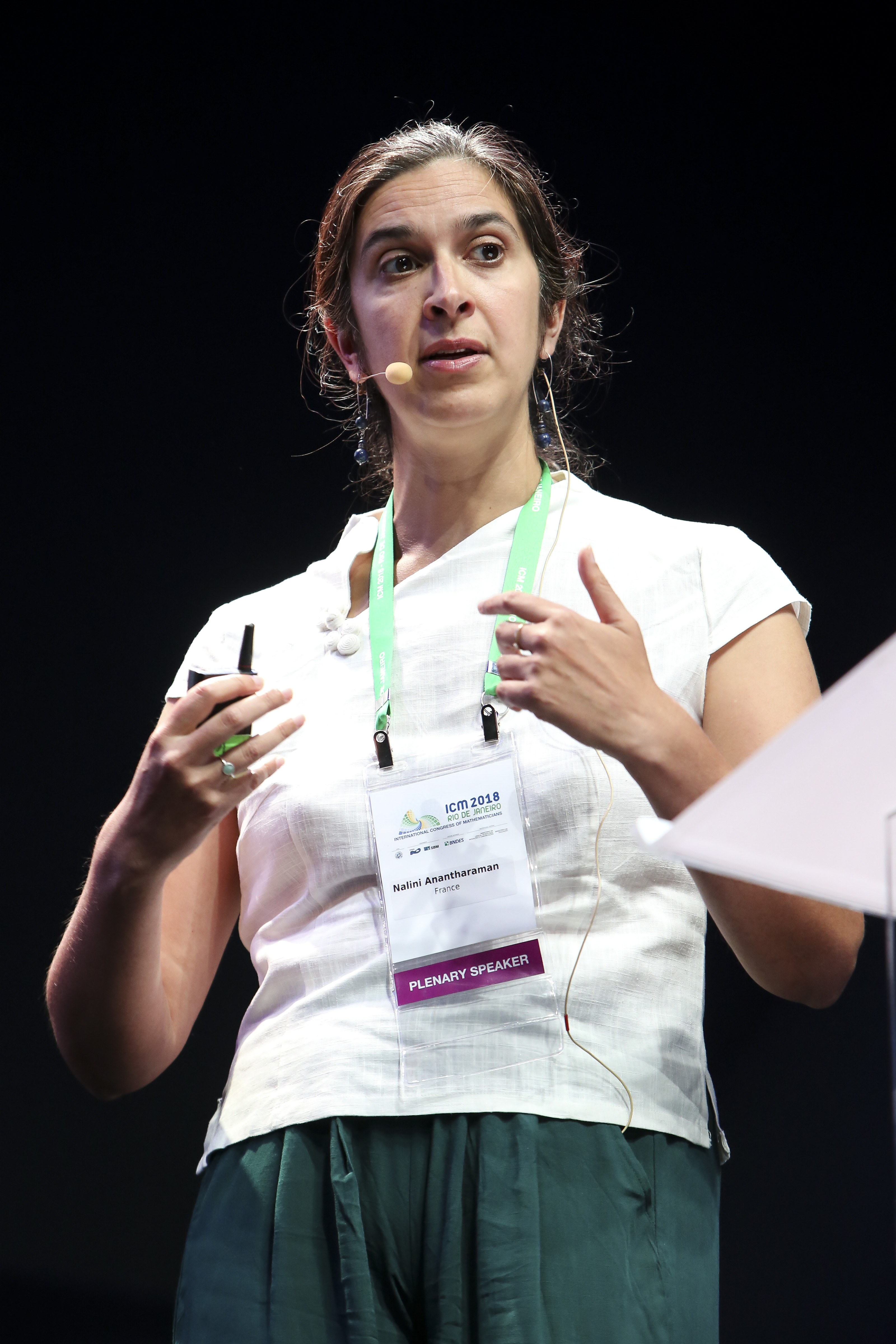
Nalini Anantharaman auf dem Internationalen Mathematikerkongress 2018

Nalini Anantharaman  (* 26. Februar 1976) ist eine französische Mathematikerin, die sich mit Analysis und mathematischer Physik beschäftigt.

## Leben und Werk
Anantharaman wurde 2000 an der Universität Paris VI (Pierre et Marie Curie) bei François Ledrappier promoviert. Während der Arbeit an ihrer Doktorarbeit war sie Assistentin an der Universität Paris VI, der Universität Paris X und danach an der École normale supérieure (ENS). 2001 wurde sie Maître de conférences an der École normale supérieure de Lyon, an der sie sich 2006 habilitierte. Danach war sie am Centre national de la recherche scientifique (CNRS) beschäftigt und Hadamard Assistenzprofessorin an der École polytechnique (Centre de Mathématiques Laurent Schwartz). Ab 2009 war sie Professorin an der Universität Paris-Süd. 2009 war sie Miller Professor an der University of California, Berkeley. Nach einer kurzen Tätigkeit am Institute for Advanced Study in Princeton Anfang 2013 ging sie 2014 an das Institut d'études avancées der Universität Straßburg (USIAS). Dort ist sie weiterhin Professorin am Institut de recherche mathématique avancée (IRMA) der Universität Straßburg, darüber hinaus hat sie seit 2022 auch einen Lehrstuhl am Collège de France.
2008 war sie Invited Speaker auf dem Europäischen Mathematikerkongress in Amsterdam (Entropy and localization of eigenfunctions) und 2010 auf dem Internationalen Mathematikerkongress in Hyderabad (Indien) (A Hyperbolic dispersion estimate, with applications to the linear Schrödinger equation). Auf dem Internationalen Mathematikerkongress 2018 in Rio de Janeiro war sie Plenary Speaker (Delocalization of Schrödinger eigenfunctions).
Sie untersuchte mathematische Systeme, die als Modelle für Quantenchaos dienen: die Laplace-Gleichung auf kompakten Flächen negativer Krümmung. Hier erzielte sie Resultate bezüglich der QUE-Vermutung (Quantum Unique Ergodicity), die eine Gleichverteilung der Eigenfunktionen des Laplace-Operators im halbklassischen Grenzfall vermutet, und von  Elon Lindenstrauss für den  Spezialfall arithmetischer Flächen bewiesen wurde. Anantharaman konnte für den allgemeinen Fall zeigen, dass semiklassisch invariante Maße der Eigenfunktionen eine positive untere Schranke für die Entropie besitzen.
Seit 2012 ist Anantharaman Vizepräsidentin der Société Mathématique de France und als solche fungiert sie als Mitherausgeberin der Annales Scientifiques de l’ENS.

## Ehrungen
- 2007 Prix Gabrielle Sand et Marie Guido Trossi der Académie des sciences
- 2010 Salem-Preis
- 2011 Prix Jacques Herbrand der Académie des Sciences
- 2012 Henri-Poincaré-Preis
- 2015 Mitglied der Academia Europaea
- 2018 Plenarsprecherin auf dem ICM in Rio (Delocalization of Schrödinger eigenfunctions)
- 2019 Mitglied der Académie des sciences
- 2020 Nemmers-Preis für Mathematik

## Schriften
Aufsätze
- Entropy and localization of eigenfunctions. In: Annals of Mathematics, Bd. 168 (2008), S. 435–475 ISSN 0003-486X
- mit Stéphane Nonnenmacher und Herbert Koch: Entropy of Eigenfunctions. In: Vladas Sidoravičius (Hrsg.): New perspectives in mathematical physics. Selected contributions of the 15th International Congress on Mathematical Physics. Springer, Dordrecht 2009, ISBN 978-90-481-2809-9, S. 1–21.
- mit Stéphane Nonnenmacher: Half-delocalization of eigenfunctions for the Laplacian on an Anosov manifold. In: Annales de l’Institut Fourier, Bd. 57 (2007), S. 2465–2523 ISSN 0373-0956

Bücher
- Géodésiques fermées des surfaces, sous constraintes homologiques. Dissertation, Universität Paris 2000.
- Entropie et localisation des fonctions propres. Habilitation, ENS Lyon 2006.